# Atelecrinus balanoides
Atelecrinus balanoides är en sjöliljeart som beskrevs av Carpenter 1881. Atelecrinus balanoides ingår i släktet Atelecrinus och familjen Atelecrinidae. Inga underarter finns listade i Catalogue of Life.